# Carisolo
Carisolo är en ort och kommun i provinsen Trento i regionen Trentino-Sydtyrolen i Italien. Kommunen hade 948 invånare (2018).